# Myiarchus antillarum
A Myiarchus antillarum a madarak osztályának a verébalakúak (Passeriformes) rendjébe, a királygébicsfélék (Tyrannidae) családjába tartozó faj.

## Rendszerezése
A fajt Henry Bryant amerikai zoológus és ornitológus írta le 1866-ban, a Tyrannus nembe Tyrannus antillarum néven.

## Előfordulása
Az Amerikai Virgin-szigetek, a Brit Virgin-szigetek és Puerto Rico területén honos. Természetes élőhelyei a szubtrópusi és trópusi síkvidéki esőerdők, száraz erdők és mangroveerdők, valamint ültetvények. Állandó, nem vonuló faj.

## Megjelenése
Testhossza 20 centiméter.

## Természetvédelmi helyzete
Az elterjedési területe kicsi, egyedszáma ugyan csökken, de még nem éri el a kritikus szintet. A Természetvédelmi Világszövetség Vörös listáján nem fenyegetett fajként szerepel.